# Dušení (vaření)

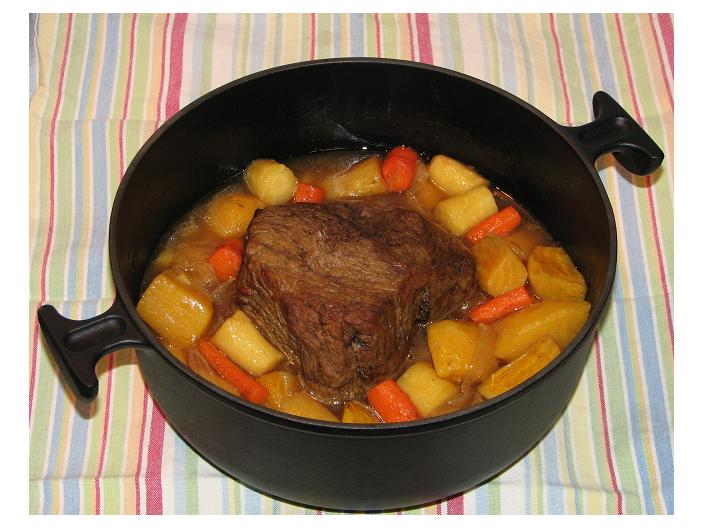
Dušení

Dušení je tepelná úprava pokrmu velmi podobná vaření s tím rozdílem, že se používá menší množství vody a pokrm se vaří pod pokličkou převážně ve vlastní šťávě. Tím dojde k uchování a zvýraznění charakteristické chuti pokrmu.
Kromě masa se dušením upravuje zelenina a také houby.
Tento způsob je šetrnější ke zpracovávaným surovinám, protože při něm dochází k malým ztrátám živin a vitamínů. Při dušení pod pokličkou vznikne vývar a pára, které zachovávají požadované látky a zvýrazňují chuť pokrmu. Často se používá tzv. základ, sestávající ze zeleniny, nejčastěji cibule.[zdroj?]